# Мармонт, Софи
Софи́ Мармо́нт (швед. Sofie Marmont; в замужестве Софи́ Мармо́нт-Но́рдлунд, швед. Sofie Marmont-Nordlund; род. 11 января 1965, Швеция) — шведская кёрлингистка.
Играла на позиции второго и третьего. Наиболее известна своим участием в женской команде скипа Анетте Норберг.
В составе женской сборной Швеции участвовала в двух чемпионатах мира и трёх чемпионатах Европы.

## Достижения
- Чемпионат мира по кёрлингу среди женщин: бронза (1988, 1989).
- Чемпионат Европы по кёрлингу: серебро (1984, 1987), бронза (1989).
- Чемпионат Швеции по кёрлингу среди женщин: золото (1987, 1989).[2][3]
- Чемпионат Европы по кёрлингу среди юниоров: серебро (1986).
- Чемпионат Швеции по кёрлингу среди юниоров: золото (1986).[4]

## Команды
| Сезон   | Четвёртый      | Третий         | Второй         | Первый       | Турниры             |
| ------- | -------------- | -------------- | -------------- | ------------ | ------------------- |
| 1984—85 | Анетте Норберг | Софи Мармонт   | Анна Риндескуг | Луиз Мармонт | ЧЕ 1984             |
| 1985—86 | Анетте Норберг | Софи Мармонт   | Анна Риндескуг | Луиз Мармонт | ЧШЮ 1986 · ЧЕЮ 1986 |
| 1986—87 | Анетте Норберг | Анна Риндескуг | Софи Мармонт   | Луиз Мармонт | ЧШЖ 1987            |
| 1987—88 | Анетте Норберг | Софи Мармонт   | Анна Риндескуг | Луиз Мармонт | ЧЕ 1987             |
| 1987—88 | Анетте Норберг | Анна Риндескуг | Софи Мармонт   | Луиз Мармонт | ЧМ 1988             |
| 1988—89 | Анетте Норберг | Анна Риндескуг | Софи Мармонт   | Луиз Мармонт | ЧШЖ 1989 · ЧМ 1989  |
| 1989—90 | Анетте Норберг | Анна Риндескуг | Софи Мармонт   | Луиз Мармонт | ЧЕ 1989             |

(скипы выделены полужирным шрифтом)

## Частная жизнь
Её сестра, Луиз Мармонт — также кёрлингистка, играла вместе с Софи в одной команде скипа Анетте Норберг в 1984—1990, многократный победитель и призёр чемпионатов мира и Европы, бронзовый призёр зимних Олимпийских игр 1998.